# Heinrich Brode
Heinrich Brode (* 9. Juli 1874 in Schwerz; † 1936) war ein deutscher Jurist und Konsul.

## Leben
Er stammte aus einer alten Pastorenfamilie und war der Sohn des Pfarrers Johann Brode und kam in Schwerz im Saalkreis in der preußischen Provinz Sachsen zur Welt. Seine Mutter war Minna geborene Schmidt. Brode erhielt privaten Schulunterricht und besuchte im Anschluss das Stadtgymnasium in Halle (Saale). Dann wechselte er an die Landesschule Pforta, bevor er ab 1893 zum Studium der Rechtswissenschaften, des Suaheli und der Arabischen Sprachen an die Universitäten Tübingen, Halle-Wittenberg und Berlin ging. Er promovierte zum Dr. jur.
1898 trat er als Dragoman in den auswärtigen Dienst. Er wurde dem Konsulat Sansibar zugeteilt. Zwischen 1904 und 1910 war Heinrich Brode abwechselnd Verweser der Konsulate Mombassa und Sansibar. 1911 erfolgte seine Ernennung zum Vize-Konsul von Jaffa (Mutasarrifat Jerusalem). 1914 wurde er Konsul von Jaffa und von 1916 bis 1917 Verweser des Generalkonsulats von Jerusalem.
Von 1919 bis 1922 war er als Referent im Auswärtigen Amt tätig. Danach übernahm er die Leitung der Passstelle in Köln und wechselte 1926 in gleicher Funktion nach Wiesbaden. 1929 ging er wieder an die Passstelle nach Trier zurück und im Jahre 1933 in den Ruhestand.
In Wiesbaden lebte er in der Schlichterstraße 3.

## Familie
Heinrich Brode war mehrfach verheiratet. Seine erste Ehefrau Emmeline Schulze starb früh, so dass er 1923 ein zweites Mal heiratete. Aus erster Ehe hatte er eine Tochter und einen Sohn.

## Schriften (Auswahl)
- Tippu Tip. Lebensbild eines zentralafrikanischen Despoten. Nach seinen eigenen Angaben dargestellt. Baensch, Berlin 1905.
- British and German East Africa. 1911.
- (mit Carl Schaeffer): Agrarpolitik. Leipzig 1925.
- (mit Carl Schaeffer): Kirchenrecht. Leipzig 1927.
- (mit Carl Schaeffer und Wilhelm Albrecht): Finanzwissenschaft,. Leipzig 1927.
- Die Steuergesetze vom 16. 10. 1934. Leipzig 1935.